# 日常五心
日常五心（にちじょうごしん）とは、仏教用語・禅語の一つであり、主に曹洞宗で用いられる。

## 概要
日常五心とは仏教における諺であり、
- 「ハイという素直な心」
- 「すみませんという反省の心」
- 「おかげさまという謙虚な心」
- 「私がしますという奉仕の心」
- 「ありがとうという感謝の心」

という五つの姿勢の事であり、「素直・反省・謙虚・奉仕・感謝」の人間としての五大基本姿勢を説いている。
李登輝はこの日本の法語を大事にしていたとされている。